# Выгода (Винницкая область)
Вы́года (укр. Вигода) — посёлок, входит в Крыжопольский район Винницкой области Украины.
Население по переписи 2001 года составляло 68 человек. Почтовый индекс — 24625. Телефонный код — 4340. Занимает площадь 0,21 км². Код КОАТУУ — 521984202.

## Местный совет
24625, Вінницька обл., Крижопільський р-н, с. Красносілка, вул. Жовтнева, 1а, тел. 2-63-42; 2-63-31  (укр.)